# Fælles Mål
Fælles Mål er nationale og bindende mål for, hvad eleverne skal lære i den danske folkeskoles fag, fordelt på alle klassetrin.
De blev introduceret i slutningen af 1990'erne ved daværende undervisningsminister Margrete Vestager under navnet Klare Mål. I 2003 blev de omdannet til Fælles Mål og blev bindende for, hvad eleverne skulle kunne fagligt trin for trin, og de blev senere revideret i 2009.
I august 2015 blev der, i forbindelse med folkeskolereformen, indført nye Fælles Mål, som var en præcisering og forenkling af de tidligere. Hvor de tidligere Fælles Mål tog udgangspunkt i, hvad undervisningen skulle indeholde, er de forenklede Fælles Mål læringsmål, der tager udgangspunkt i elevernes læringsudbytte. Forenklede Fælles Mål består af fagformål, kompetencemål og færdigheds- og vidensmål, og i alle fag indgår tre tværgående emner: it og medier, sproglig udvikling og innovation og entreprenørskab.